# Agabus undulatus
Agabus undulatus là một loài bọ cánh cứng bản địa của miền Cổ bắc, bao gồm châu Âu, nơi nó chỉ được tìm thấy ở Albania, Áo, Belarus, Bỉ, Bosna và Hercegovina, Quần đảo Anh, Bulgaria, Croatia, Cộng hòa Séc, Đan Mạch lục địa, Estonia, Chính quốc Pháp, Đức, Hungary, Chính quốc Ý, Kaliningrad, Latvia, Litva, Luxembourg, Na Uy lục địa, Ba Lan, Nga, Slovakia, Slovenia, Thụy Điển, Thụy Sĩ, Hà Lan, và Ukraina.

## Hình ảnh

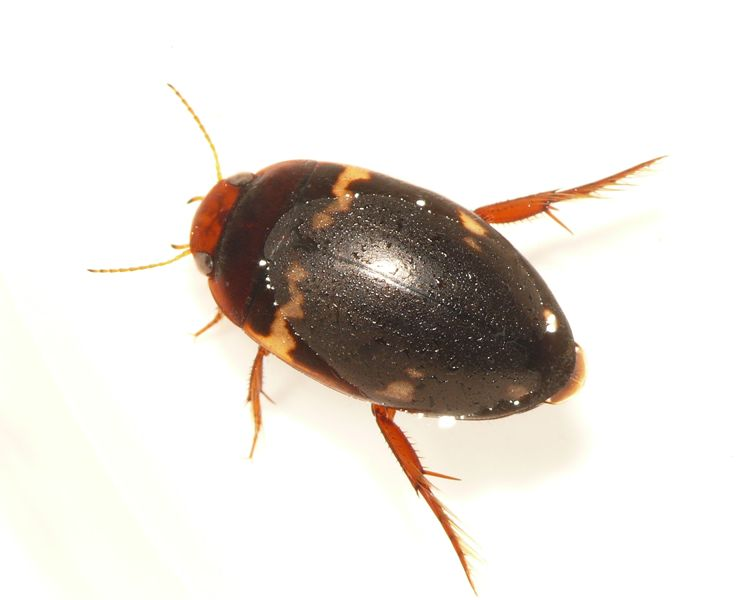
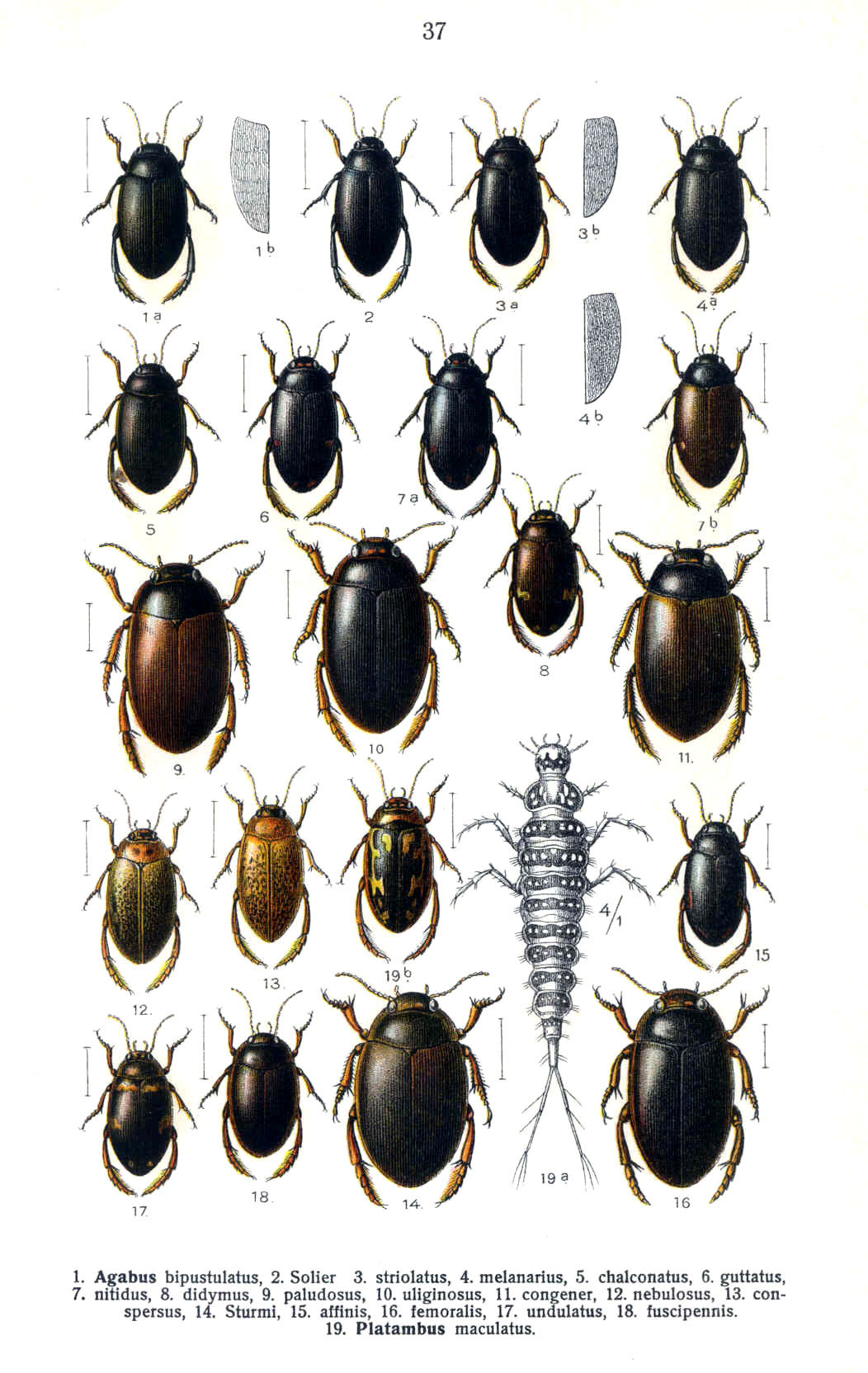
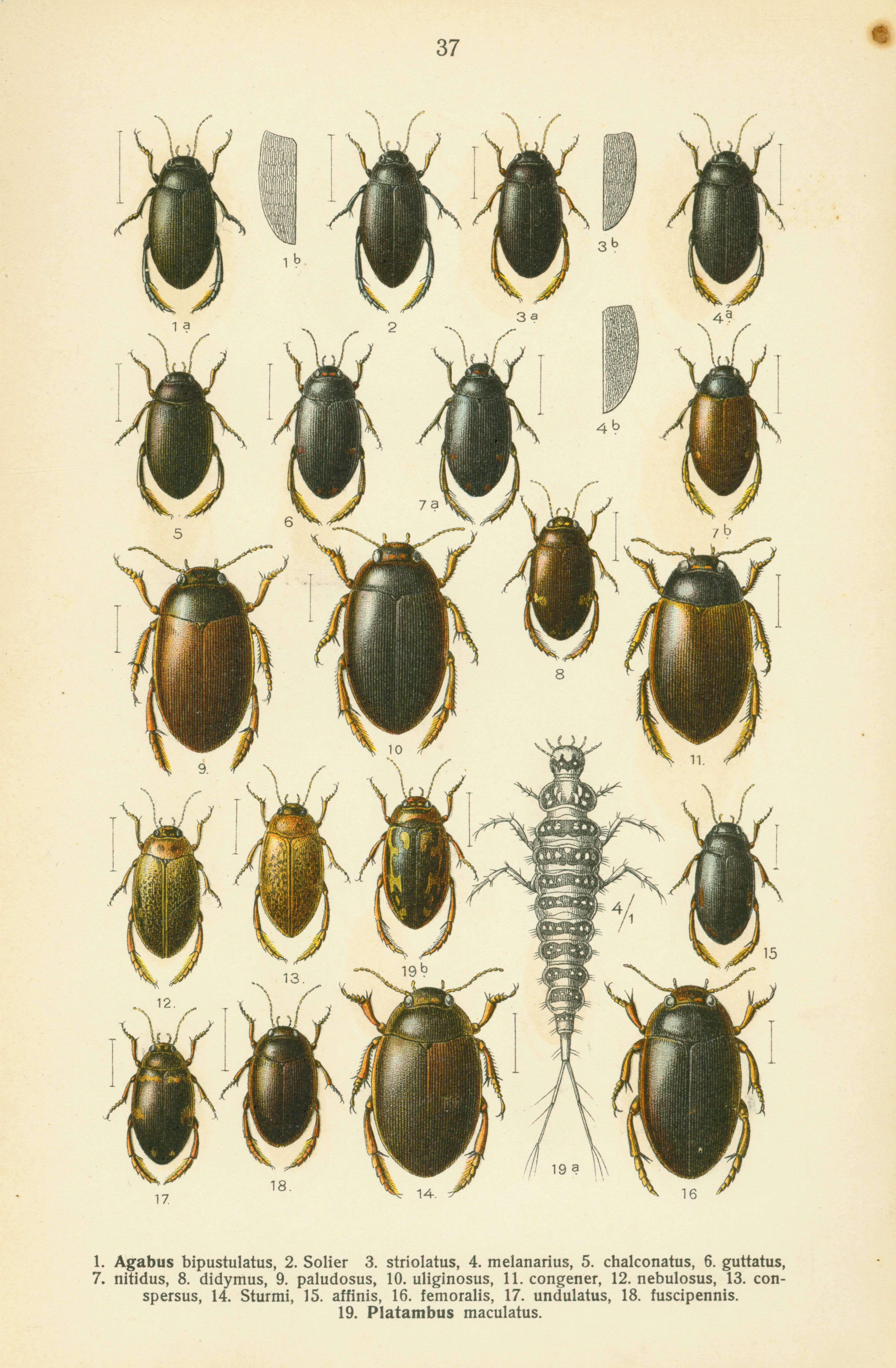